# Німецько-мозамбіцькі відносини
Німеччина та Мозамбік підтримують дипломатичні відносини з моменту здобуття Мозамбіком незалежності у 1975 році  З тих пір почались численні візити німецьких політиків і ділових комісій до Мозамбіку, а ряд мозамбіцьких політиків відвідали Німеччину.

## Історія

### До 1975 року

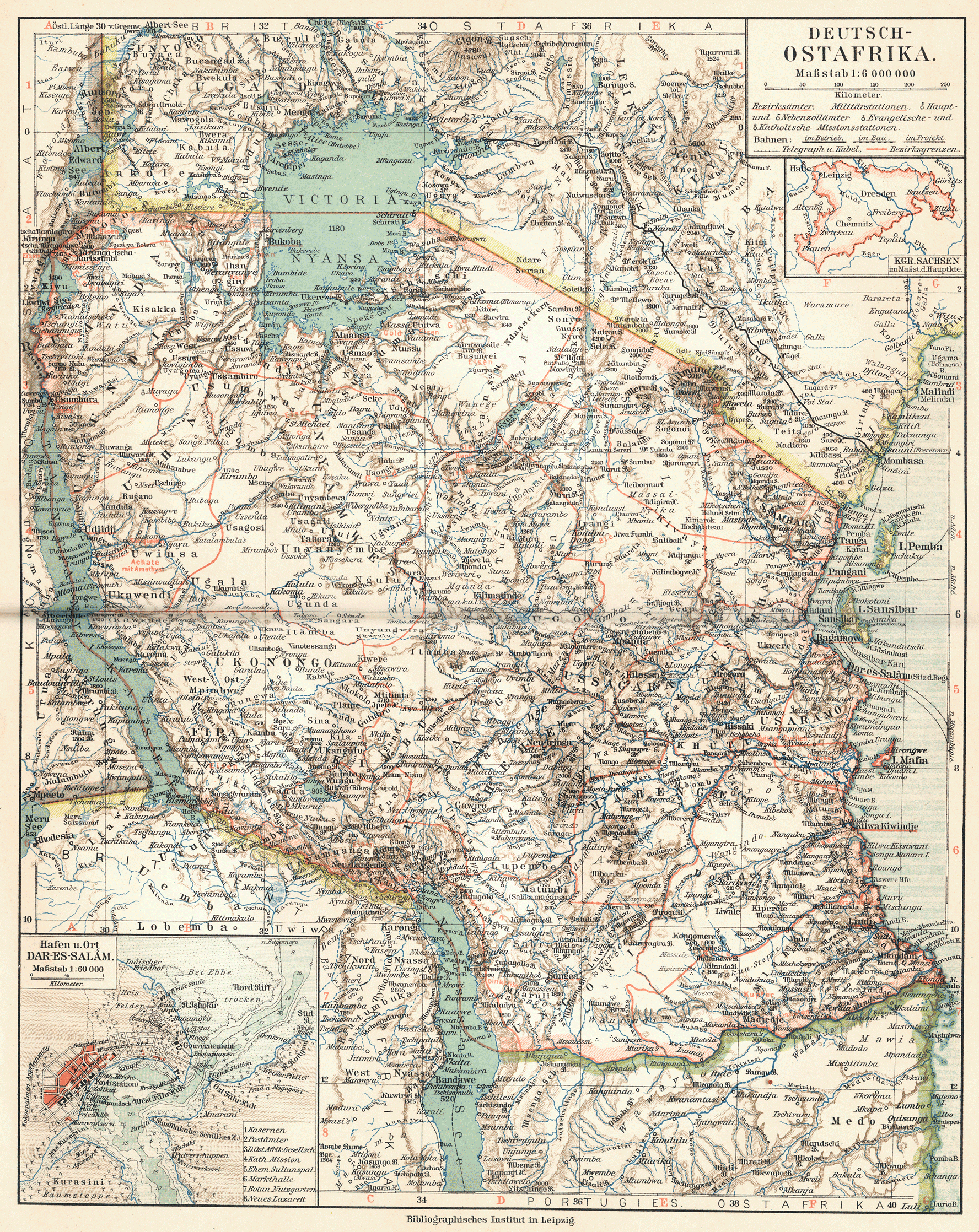
Карта 1905 року, що показує трикутник Кіонга як частину Німецької Східної Африки

Мозамбік був португальською колонією після прибуття Васко да Гами в 1498 році. Німецька імперія заволоділа прилеглою територією на півночі як Німецькою Східною Африкою в 1885 році. Після англо-німецького Гельголандсько-Занзібарського договору в 1890 році, Німецька імперія почала вважати Трикутник Кіонга на крайньому північному сході Португальської Східної Африки (нині Мозамбік), як належний Німецькій Східній Африці та зайняли територію в 1894 році.
Коли в 1914 році почалася Перша світова війна, Португалія спочатку була нейтральною і не отримувала оголошення війни від Німеччини аж до 9 березня 1916 року. Потім португальські війська знову зайняли трикутник Кіонга.
Наприкінці Першої світової війни у Східній Африці залишок Сил захисту Німецької Східної Африки відступили на територію Мозамбіку попереду британських військ. У вересні 1918 року вони рушили до Північної Родезії, де капітулювали 25 листопада 1918 року після звістки про перемир'я в Європі.
Трикутник Кіонга був остаточно переданий Португалії за Версальським мирним договором 1919 року.
У 1932 році була заснована Пивоварня Laurentina - перша пивоварня в Мозамбіку. Рецепт був розроблений німецьким майстром пива, який був найнятий для цієї мети в Німеччині та спочатку керував виготовленням у Мозамбіку.
Португальська Східна Африка стала португальською іноземною провінцією Мозамбік у 1951 році та отримала незалежність у 1975 році після Революції гвоздик у Португалії.

### Після 1975 року

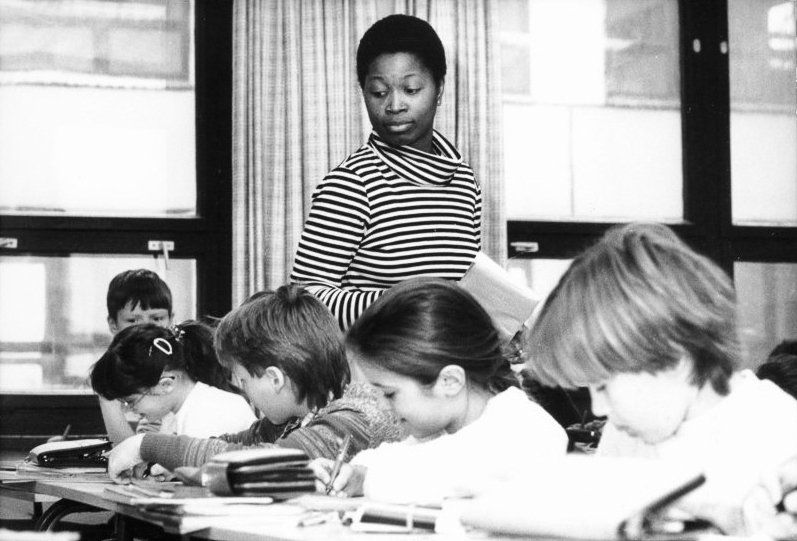
Студентка з Мозамбіку в Педагогічному університеті в Гюстрові, викладає математику (1986).

Німецька Демократична Республіка була першою німецькою державою, яка визнала молоду Народну Республіку Мозамбік, а за нею і Федеративна Республіка Німеччина в 1976 році 
Мозамбік і НДР підтримували інтенсивні відносини, і НДР зробили країну центром допомоги у розвитку. Таким чином, багато жителів Мозамбіку навчалися тут, і станом на 1979 рік від 16 000  до      22 000  контрактників приїхали до НДР. Загалом кількість громадян Мозамбіку, які навчалися або працювали в НДР, оцінюється в 26 тис. осіб.
У рамках науково-технічного співробітництва, до Мозамбіку  було направлено багато техніків НДР для роботи над різними проєктами з реконструкції та розвитку країни. У цьому процесі іноземні гуманітарні працівники, чий досвід зробив суттєвий внесок у стабілізацію та розвиток нової незалежної, соціалістично-орієнтованої країни, неодноразово ставали об’єктом спланованих нападів. Ці атаки були здійснені РЕНАМО, повстанським угрупованням, яке в основному перебувало під контролем військової розвідувальної служби Південної Африки, яке використовувалося для дестабілізації Мозамбіку. Напад на Унанго 6 грудня 1984 року був найгіршим із цих інцидентів. В результаті загинули семеро громадян НДР. РЕНАМО отримали значну матеріальну та моральну підтримку від правоконсервативної мережі тодішнього прем’єр-міністра Баварії Франца Йозефа Штрауса, який часом проводив власну зовнішню політику, паралельну зовнішній політиці німецького уряду, спрямованої на розрядку. Ця західнонімецька мережа прихильників РЕНАМО варіювалася від представників Фонду Ганнса-Зайделя до агентів розвідки.
Після припинення існування Народної Республіки Мозамбік у 1990 році та громадянської війни в Мозамбіку в 1992 році об'єднана Німеччина брала участь у реконструкції Мозамбіку. Відтоді відбулася велика кількість взаємних візитів на високому рівні.
Однак проблема Маджерманів, це приблизно 15 000 контрактників, чия заробітна плата мала виплачуватися частково на місці, а частково в Мозамбіку, залишалася невирішеною. Вони потрапили до Німеччини після державного договору між НДР і Мозамбіком у 1979 році. Однак після возз'єднання в 1990 році Федеративна Республіка не прийняла контракт і вигнала мозамбікців із виплатою вихідної допомоги. Зараз вони чекають на виплату непогашеної частини заробітної плати, яку уряд Німеччини сказав, вони мають отримати від уряду Мозамбіку. Претензії, пов'язані з їх внесками на соціальне страхування, сплаченими в Німеччині, також залишаються спірними. Відтоді ті, хто постраждав, регулярно проводили демонстрації в Мапуту, у тому числі й ненадовго зайняли посольство Німеччини в 2004 році 
У 2000 році міжнародного розголосу набув випадок мозамбікця Альберто Адріано, якого до смерті забили неонацисти в Дессау.

## Освіта
Існує велика кількість програм співпраці та фінансування між державами, зокрема через Німецьку службу академічних обмінів (DAAD). Крім того, DAAD сприяє обміну студентами. До прикладу, у 2015 році,  30 стипендіатів DAAD приїхали до Мозамбіку з Німеччини, тоді як 65 мозамбікців приїхали до Німеччини зі стипендією DAAD з метою навчання в той самий період.

## Економічні відносини
Особливо після того, як у 2011 році було відкрито значні родовища природного газу в північній частині басейну Ровума, економічний інтерес до Мозамбіку зріс і у Німеччині. Наприклад, Німецька торговельна палата за кордоном для Південної Африки, розташована в Південній Африці, відкрила німецько-мозамбіцький офіс розвитку бізнесу в Мапуту в квітні 2014 року 
У 2021 році Німеччина експортувала до Мозамбіку товарів на 52 млн євро, а натомість імпортувала товарів на 162 млн євро. Проте обмін товарів та послуг з Мозамбіком також відбувається через німецькі філії в Південній Африці, які не включені в статистику німецько-мозамбіцької торгівлі.

## Постійні дипломатичні представництва
- Німеччина має посольство в Мапуту.
- Мозамбік має посольство в Берліні.